# Premisa
Premisa (z lat. praemittere napřed posílat, předesílat) označuje předpoklad. Premisa je v logice a filozofii výrok, jenž je součástí logického úsudku. Logickým postupem lze určit, zda souhrn premis implikuje určitý závěr, součástí tohoto úsudku však není zkoumání, zda jednotlivé premisy jsou pravdivé. Pravdivostní hodnota závěru je proto závislá nejen na nutném vyplývání z daných premis, ale též na pravdivostní hodnotě těchto premis.